# Șevske, Mahdalînivka
Șevske (în ucraineană Шевське) este un sat în comuna Novopetrivka din raionul Mahdalînivka, regiunea Dnipropetrovsk, Ucraina.

## Demografie
Componența lingvistică a localității Șevske
     Ucraineană (94,24%)
     Rusă (3,49%)
     Alte limbi (0,52%)
Conform recensământului din 2001, majoritatea populației localității Șevske era vorbitoare de ucraineană (94,24%), existând în minoritate și vorbitori de rusă (3,49%) și armeană (1,75%).